# RPMI-1640
RPMI-1640 ist in der Zellkultur ein Zellkulturmedium für Säugetierzellen.

## Eigenschaften
RPMI-1640 wird für normale und neoplastische Leukozyten sowie andere humane und tierische Zelltypen verwendet. Die Formulierung wurde Mitte der 1960er Jahre von G. E. Moore und Kollegen am Roswell Park Memorial Institute, daher RPMI, entwickelt.
Wie fast alle heute gebräuchlichen Zellkulturmedien benutzt RPMI-1640 ein Hydrogencarbonat-Puffersystem und basiert auf einer Lösung von Glucose, Salzen, Aminosäuren und Vitaminen. Als Indikator für den pH-Wert ist weiterhin noch Phenolrot zugesetzt. Aufgrund der Carbonat-Pufferung nimmt der pH-Wert außerhalb eines CO2-Inkubators langsam zu.
Zur Kultivierung der meisten Zelltypen muss das Medium mit weiteren Komponenten ergänzt werden, häufig mit Serum, welches den Zellen u. a. Wachstumsfaktoren, Spurenelemente und Hormone wie z. B. Insulin liefert.
Gemeinsam mit anderen Zellkulturmedien, die in der Zeit zwischen 1950 und 1970 entwickelt wurden (z. B. DMEM und Ham’s F-12) ist RPMI-1640 ein typisches Beispiel für ein chemisch definiertes Zellkulturmedium, das seither große Verbreitung fand und bis heute mit (fast) unveränderter Rezeptur verwendet wird, obwohl sich die Kenntnisse über den zellulären Stoffwechsel inzwischen vervielfacht haben.

## Zusammensetzung
Ein Liter RPMI-1640 enthält:
- Glucose (2 g)
- pH-Indikator (Phenolrot, 5 mg)
- Salze (6 g Natriumchlorid, 2 g Natriumbicarbonat, 1,512 g Dinatriumphosphat, 400 mg Kaliumchlorid, 100 mg Magnesiumsulfat und 100 mg Calciumnitrat)
- Aminosäuren (300 mg Glutamin; 200 mg Arginin; 50 mg je Asparagin, Cystin, Leucine und Isoleucin; 40 mg Lysinhydrochlorid; 30 mg Serin; 20 mg je Asparaginsäure, Glutaminsäure, Hydroxyprolin, Prolin, Threonin, Tyrosin und Valin; 15 mg je Histidin, Methionin und Phenylalanin; 10 mg Glycin; 5 mg Tryptophan; 1 mg reduziertes Glutathion)
- Vitamine (35 mg i-Inositol; 3 mg Cholinchlorid; 1 mg je para-Aminobenzoesäure, Folsäure, Nicotinamid, Pyridoxinhydrochlorid und Thiaminhydrochlorid; 0,25 mg Calciumpantothenat; 0,2 mg je Biotin und Riboflavin; 0,005 mg Cyanocobalamin)